# Heamin Choi

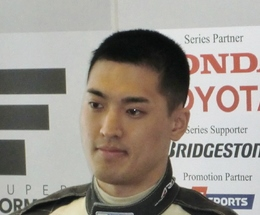
Heamin Choi op de Fuji Speedway in 2013.

Heamin Choi (Busan, 11 januari 1984) is een Zuid-Koreaans autocoureur.

## Carrière
Choi begon zijn autosportcarrière in het karting in 1999, waarin hij twee jaar actief bleef. In 2002 maakte hij zijn debuut in de Formule Korea en eindigde als zesde in het kampioenschap. In 2003 kreeg hij een Samsung Everland Speedway Scholarship en nam daarnaast deel aan de Formule 1800-klasse van het BAT Championship, waarin hij als vijfde eindigde. In 2004 keerde hij terug naar de Formule Korea en eindigde hierin als tweede, voordat hij dit kampioenschap won in 2005. In 2006 stapte hij over naar de GT-racerij en won hierin het kampioenschap in de GT1-klasse.
In 2007 maakte Choi de overstap naar de internationale racerij en nam deel aan het Star Mazda Championship in het laatste raceweekend op Laguna Seca voor JDC Motorsports en eindigde deze race als negentiende. Nadat hij in 2008 geen racezitje had, keerde hij in 2009 terug in de autosport in de Korean Stock Car, waarin hij als vierde in het kampioenschap eindigde. In 2010 stapte hij over naar de touring cars en eindigde als vierde in de supportrace van de eerste Formule 1-race in Korea.
In 2012 keerde Choi terug naar de Verenigde Staten om deel te nemen aan de U.S. F2000. Met een tiende plaats op het Stratencircuit Saint Petersburg als beste resultaat werd hij zeventiende in het kampioenschap met 55 punten. In 2013 nam hij deel aan een Formule 3-test voor Double R Racing in Engeland en in Super Formula-tests op de Fuji Speedway. Vanwege een gebrek aan budget besloot hij echter deel te nemen aan het Koreaanse GT-kampioenschap, die hij winnend afsloot. In 2014 nam hij deel aan de eerste Korean Le Mans Series en won het kampioenschap.
In 2015 maakte Choi zijn debuut in de Indy Lights voor het team Schmidt Peterson Motorsports in het laatste raceweekend op Laguna Seca en eindigde als twaalfde en elfde in de races, waardoor hij uiteindelijk zestiende werd in de eindstand met 19 punten.